# Кошевица (Тимиш)
Кошевица (рум. Coșevița) насеље је у Румунији у округу Тимиш у општини Марђина. Oпштина се налази на надморској висини од 342 m.

## Прошлост
По "Румунској енциклопедији" насеље се помиње 1540. године. Обновљено је након протеривања Турака 1716. године. Стару дрвену православну цркву (освећену 1776) добили су на поклон месни православци Румуни 1891. године, од суседног села Кошова.
Аустријски царски ревизор Ерлер је 1774. године констатовао да место "Кошовица" припада Сарачком округу, Лугожког дистрикта. Становништво је било претежно влашко. Када је 1797. године пописан православни клир место је било парохијска филијала суседног села Коштеј.

## Становништво
Према подацима из 2002. године у насељу је живело 61 становника, од којих су сви румунске националности.